# Dlakavi sleč
Dlakavi sleč (znanstveno ime Rhododendron hirsutum) je nizek vedno zelen grmiček, ki zraste prek 1 m visoko. Ima kratke razrasle veje. 

## Opis
Listi so vedno zeleni in na robovih dlakavi. Cvetni venec je vrčasto zvonast, svetlordeč in znotraj dlakav. Cvetnih listov je pet - zrasli so v zvonast cvet. Plodnica je nadrasla. Ima 10 prašnikov, ki so daljši od cvetnega venca.

## Rastišče
Dlakavi sleč je razširjen v vzhodnih in srednjih Alpah, italijanskih Dolomitih in na Balkanu. V Sloveniji raste više v slovenskih gorah (do 1800 m), navadno na kamnitih apnenčastih tleh. Raste med ruševjem in v gorskih gozdovih.